# Chanson scoute
La Chanson scoute est une œuvre de la compositrice Mel Bonis.

## Composition
Mel Bonis compose sa Chanson scoute pour voix moyenne. Le manuscrit ne comporte pas de date et n'a que la partie de chant seule, comportant trois couplets, ainsi que la mention « à mon petit Guy, sa grand-mère Mélanie Domange ». L'œuvre est encore inédite.

## Sources
- Étienne Jardin, Mel Bonis (1858-1937) : parcours d'une compositrice de la Belle Époque, 2020 (ISBN 978-2-330-13313-9 et 2-330-13313-8, OCLC 1153996478)